# Birkholm (Schiff, 2002)
Die Birkholm ist ein in Dänemark als Frachtschiff registriertes Motorboot, das vom Sommer 2011 bis zum 15. Mai 2023 auf der Fährverbindung Marstal–Birkholm als Fährschiff eingesetzt wurde.
Ab dem 11. Mai 2023 war auf der Strecke bereits die 2019 in Litauen gebaute Véjas im Einsatz, die am 7. Juni 2023 in Birkholmposten II umbenannt wurde und die ab dem 21. Juli 2023 eine Beförderungserlaubnis für Passagiere erhielt.
Die Fährstrecke ist Dänemarks kleinste Postschiff-Verbindung.

## Geschichte und Verkehr

### Kathot
Das Boot vom Typ Targa 31 wurde 2002 von der finnischen Werft Botnia Marin in Malax aus glasfaserverstärktem Kunststoff gebaut.
Eigner war Helge Israelsen aus Hellerup, der es auf den Namen Kathoot taufte. Der Heimathafen war Tuborg Havn in Kopenhagen. Am 23. Juni 2011 wurde das Schiff an die Gesellschaft Leasing Fyn Bank A/S in Faaborg für den zukünftigen Einsatz auf der Fährstrecke nach Birkholm für den Preis von 1.248.000 DKK verkauft.
In der Nacht zum 1. Juni 2011 wurde das Schiff von Tuborg Havn nach Birkholm überführt. Auf Grund der starken Motorisierung wurden für die Strecke nur fünf Stunden benötigt.

### Birkholm
Bei der Ummeldung des Eigentümers am 28. Juni 2011 erfolgte die Namensänderung in Birkholm. Von der Schifffahrtsbehörde wurde das Schiff als Frachtschiff eingestuft. Ab 20. Juli 2011 erfolgte wieder der regelmäßige Liniendienst zwischen Marstal und Birkholm, nachdem das Vorgängerschiff Birkholmposten wegen technischer Probleme bereits im Herbst 2010 außer Dienst gestellt wurde.
Im Gegensatz zu den früher auf der Linie eingesetzten Postschiffen, die von der Gemeinde betrieben wurden, leaste Jan Fabricius das Schiff und betreibt die Fährüberfahrt auf eigene Rechnung.
Bei einer am 18. Dezember 2012 erfolgten Neuvermessung wurden 5,0 BRT / 1,5 NRT ermittelt.
In der Sommersaison (Mitte Mai bis Mitte September) fuhr das Boot von Montag bis Freitag zweimal täglich von Marstal nach Birkholm, in der restlichen Zeit gab es nur eine Überfahrt, jedoch nur, wenn am Vortag Plätze gebucht wurden oder Post zu befördern war. An Wochenenden verkehrte das Boot planmäßig nicht. Die Überfahrt dauert 20 Minuten.